# 魏东 (企业家)
魏东（1967年12月—2008年4月29日），男，湖南永顺人，中国企业家，中央财政金融学院毕业，硕士学位。曾创办涌金集团并担任董事长。2008年4月29日突然在北京居所跳楼自杀身亡。

## 生平

### 创业初期
魏东大学毕业后曾经担任中华人民共和国财政部科员，中国经济开发信托投资公司证券部主管。1994年，在北京创办了北京涌金财经顾问公司，从事投资顾问的工作；次年，他又在上海创建了上海涌金实业有限公司；并于1999年，以1.8亿人民币成立了湖南涌金投资（控股）有限公司。至此，名噪一时的涌金系初具规模。

### 登峰造极
此后，魏东开始利用旗下公司大举杀入实业领域。2002年初，涌金系正式受让九芝堂集团股份，成为该公司第一大股东；后又利用九芝堂大量增持千金药业股份，成为其第二大股东；2005年，涌金系旗下公司成功控股成都证券，并更名为国金证券，并于2007年实现借壳上市。2008年4月，魏东又以自然人股东的身份持有了浙江大华技术股份有限公司5.525%的股份，他的涌金集团则持有3.45%的股份。至此，魏东和他的涌金系达到了巅峰。

### 自杀身亡
2008年4月29日下午，魏东突然在北京的寓所跳楼身亡。

## 身后
受魏东自杀影响，国金证券和九芝堂在4月30日都临时停牌。
据相关报道，魏东曾在自杀前数日，受到有关部门的召见谈话调查，并传言其“被限制出境”；但也有传言说其患有抑郁症，不能排除是病症发作导致其最终选择自杀。后该传言也在魏东的遗书中得到进一步确认。
魏东死后，与其关系密切的原中国国家开发银行副行长王益遭到“双规”，使魏东的死因再次变得扑朔迷离。

## 参看
- 九芝堂